# Procambarus nueces
Procambarus nueces, sometimes called the Nueces crayfish, là một loài tôm sông trong họ Cambaridae. Nó là loài đặc hữu của the Atascosa River in Atascosa County, Texas. It was được mô tả from four individuals, and only two further individuals have been found since.